# Kanizsai Dezső
Kanizsai Dezső (Cífer, 1886. január 27. – Budapest 1981. november 27.) magyar gyógypedagógus, a neveléstudományok kandidátusa (1958), a pszichológia tudományok doktora (1972).

## Életpályája
Kanizsai Mór (1858–1930) tanító és Schönfeld Paula (1861–1926) fia. 1904-ben Nagyszombaton tanítói, 1907-ben Budapesten gyógypedagógiai tanári diplomát szerzett. Budapesten az Izraelita Siketnémák (Bethlen Gábor téri, majd átköltözés után Mexikói úti) Intézetében (Bethlen Gábor téri, majd átköltözés után Mexikói úti) tanított (1907–), később ugyanitt igazgató (1926–). A második világháború zsidóüldözése nagy megpróbáltatást jelentett, sokakat elhurcoltak vagy megöltek a siketnéma gyermekek közül is, a megmaradt siketnéma közösséggel folytatta Kanizsai a munkát a háború után. Majd nyugalomba vonulásáig a Gyógypedagógiai Tanárképző Főiskola Logopédiai tanszékének vezető tanára (1951–1962).

## Magánélete
Házastársa Tolnai Szidónia (1898–1958) volt, Tolnai Béla és Spitzer Mária lánya, akit 1916. augusztus 15-én Budapesten, az Erzsébetvárosban vett nőül.

## Munkássága
Kutatómunkája a hallássérültek iskolai teljesítményeinek fokozására és a logopédiai módszerek tökéletesítésére irányult. Hallásfejlesztő kísérleteket végzett hallásuktól megfosztott kutyákon (1934). Állatkísérleteinek tanulságait a fül hangadagolási terápiájában kamatoztatta. Kitűnő gyakorlati beszédpedagógiai eredményei számos külföldi tanítványt is vonzottak intézetébe és rendelésére. Eredményeit külföldön kongresszusokon ismertette és publikálta német nyelven is.

## Művei (válogatás)
- Állatkísérleteink tanulságai a siket fül hangadagolási terápiájában. Magyar Gyógypedagógia Tanárok Közl., 1939. 2-3. 37-78.
- A gyermekkori beszédhibák megelőzése. Budapest, 1954.
- A beszédhibák javítása - útmutató és gyakorlókönyv. Budapest, 1954.
- Elméleti fonetika. (Főiskolai jegyzet.) Budapest, 1959.
- Logopédia. Budapest, 1960.

## Társasági tagság
- Magyar Gyógypedagógusok Egyesülete